# Gheorghe Brancovici al Serbiei
Gheorghe Brancovici (în sârbă Đurađ Branković, în maghiară Brankovics György; n. februarie 1377, Prishtina, Serbia – d. 2 ianuarie 1457, Smederevo, Districtul Podunavlje, Serbia) a fost despot al Serbiei între 1427-1456 și baron în Regatul Ungar. A fost primul despot al Serbiei din familia Brancovici. În timpul domniei sale capitala sârbă a fost mutată la Semendria (lângă Belgrad), după a doua bătălie de la Kosovo Polje.

## Ascensiunea
După ce a fost numit succesor al unchiului său, despotul Ștefan Lazarevici, domnia lui Brancovici a fost marcată de conflicte și căderea provinciilor Kosovo și Metohia în fața Imperiului Otoman. Brancovici s-a aliat cu Regatul Ungariei, unde avea să se refugieze după capturarea otomană a Semendriei, în 1439. În Regatul Ungariei deținea moșii întinse, care includeau Zemun, Slankamen, Kupinik, Mitrovica, Stari Becej, Kulpin, Čurug, Sveti Petar, Perlek, Peser, Petrovo Selo, Becej, Arac, Veliki Bečkerek, Vârșeț și multe altele.

## Cruciada de la Varna
În urma conflictelor care s-au încheiat 1443, Brancovici a avut un rol important în facilitarea păcii de la Szeged (1444) între Regatul Ungariei și Imperiul Otoman. Murad al II-lea, care dorea, de asemenea, pacea, s-a căsătorit cu fiica lui Brancovici, Mara. Pe 6 martie 1444, Mara a trimis un emisar la curtea lui Brancovici. Astfel, au început negocierile de pace cu Imperiul Otoman. Pe 22 august 1444, acesta a preluat pașnic conducerea orașului evacuat Semendria.
Pacea, însă, a fost ruptă în același an de către Ioan (Iancu) de Hunedoara și regele Vladislav al II-lea în timpul cruciadei de la Varna. Din aceasta cauza, și-a înstrăinat aliații săi din Ungaria. O armată cruciată condusă de însuși Ioan de Hunedoara a fost învinsă de către forțele sultanului Murad al II-lea la Kosovo Polje în 1448. Aceasta a fost ultima încercare medievală de a-i elimina pe otomani din sud-estul Europei. Ungaria, în ciuda înfrângerii de la Kosovo Polje, a reușit să țină piept presiunii otomane în timpul vieții lui Ioan de Hunedoara, regatul prăbușindu-se în secolul al XVI-lea.

## Moartea
Datorită victoriei lui Ioan de Hunedoara asupra lui Murad în fața zidurilor Belgradului pe 14 iulie 1456, a urmat o perioadă de pace relativă în regiune. Sultanul s-a retras la Adrianopol, iar Brancovici și-a recâștigat posesiunile din Serbia. Înainte de sfârșitul anului, Brancovici a murit la o vârstă înaintată. Independența Serbiei a mai durat un singur an, moment în care Imperiul Otoman a anexat oficial aceste pământurile în urma certurilor între văduva și cei trei fii ai săi. Lazăr, cel mai mic, și-a otrăvit și-a exilați frați, țara a fost subjugată sultanului.

## Familia
Părinții săi a fost Vuk Brancovici și Mara, fiica cneazului Lazăr Hrebeljanovici, cunoscut ca țarul Lazăr. Soția sa a fost o prințesă bizantină, Eirene Cantacuzino, nepoata împăratului Ioan al VI-lea Cantacuzino.

### Urmașii
Gheorghe și Eirene Cantacuzino au avut șase copii:
- Teodor Brancovici (d. înainte de 1429). Nu a fost menționat în manuscrisul Masarelli, probabil a decedat înainte.
- Grgur (Gregorie) Brancovici (n. cca. 1415 – 16/17 octombrie 1459). A fost primul menționat în manuscrisul Masarelli.
- Mara Brancovici (n. cca. 1416 – d. 14 septembrie 1487). A fost a doua menționată în manuscrisul Masarelli. S-a mărit cu sultanul Murad al II-lea al Imperiului Otoman.
- Ștefan Brancovici (n. cca. 1417 – d. 1476). Al doilea amintit în manuscrisul Masarelli. A cerut tronul Serbiei după moartea fratelui său Lazăr.
- Catherine Cantacuzena (n. cca. 1418 – d. 1490). S-a măritat cu Ulrich al II-lea de Celje. A fost al patrulea notat în manuscrisul Masarelli.
- Lazăr Brancovici (n. cca. 1421/1427 – 20 ianuarie/20 iunie 1458). Amintit al cincilea și ultimul în manuscrisul Masarelli.

## Legături externe
- Despotul Đurađ Branković
- Moștenirea despotului Đurađ, Semendria
- The Esphigmen Charter of Despot Đurađ Branković Arhivat în 6 aprilie 2013, la Wayback Machine.